# Гасанов, Магомед Раджабович
Магоме́д Раджа́бович Гаса́нов (таб. Гьясанов Мягьямед Ражабович; 23 февраля 1939, Хурик, Табасаранский район, Дагестанская АССР, СССР) — советский и российский историк и кавказовед, специалист по истории Дагестана, доктор исторических наук, профессор и заведующий кафедрой истории Дагестана Дагестанского государственного педагогического университета.

## Биография
Магомед Гасанов родился в селе Хурик Табасаранского района ДАССР. В 1957 году поступил на историко-филологический факультет Дагестанского государственного университета, который окончил в 1962 году с получением квалификации учителя истории. В 1963—1965 годах обучался в очной аспирантуре Института ИЯЛ Дагестанского филиала АН СССР. После окончания аспирантуры работал научным сотрудником там же.
В 1968 году защитил кандидатскую, в 1987 — докторскую диссертацию. С 1973 по 1981 годы работал в должности ученого секретаря Дагестанского филиала АН СССР.
С 1981 года работает в Дагестанском государственном педагогическом университете, является профессором и заведующим кафедрой истории Дагестана.

## Научная деятельность
Круг научных интересов Магомеда Гасанова — проблемы социально-экономической и политической истории дагестанских народов, взаимоотношений Дагестана с народами Кавказа, России, со странами Передней Азии и другие.
Магомед Гасанов — автор более 450 научных работ, в том числе 22 монографий («Исторические связи Дагестана и Грузии», «У истоков братства», «История Дагестана», «Очерки истории Табасарана», «Дагестан в истории Кавказа и России», «Дагестан: перекресток цивилизаций», «Дагестан и иранский мир», «Загадки этнонимов Дагестана», «Дагестан и народы Кавказа в V—XV вв.» и другие).
Гасанов — автор разделов в изданиях «История Дагестана», «История народов Северного Кавказа», «Энциклопедия культур народов Юга России», «Регионоведение. Юг России» и «Кавказская война: народно-освободительная борьба горцев Северного Кавказа в 20-50-е гг. XIX в. против царизма».
Гасанов — инициатор создания кафедры истории Дагестана в ДГПУ. Под научным руководством Гасанова подготовлено более 26 кандидатов и докторов наук.

## Награды
- Заслуженный деятель науки Российской Федерации[2]
- Заслуженный деятельно науки Республики Дагестан[2]
- Лауреат конкурса на лучшую научную книгу (2015) от Фонда развития отечественного образования среди преподавателей высших учебных заведений и научных сотрудников научно-исследовательских учреждений страны.[3]